# نانسي 7
نانسي 7 هو ثامن ألبومات المطربة اللبنانية نانسي عجرم، صدر في تاريخ 6 سبتمبر 2010 من إنتاج شركة عجرم الخاصة المعروفة باسم (بالإنجليزية: In2Musica).
استطاع الألبوم تحقيق نجاحًا منقطع النظير، حيث تصدر المراتب الأولى في معظم الدول العربية لمدة 42 اسبوع على التوالي. وحصدت عجرم عن الالبوم العديد من الجوائز ابرزها جائزة ورلد ميوزك اوورد لتحقيقها أعلى نسبة مبيعات في الشرق الأوسط لعام 2011.

## عن الألبوم
- أطلقت الأغنية المصرية الرومنسية «في حاجات» في 7 سبتمبر 2010 والكليب من إخراج نادين لبكي.
- في 23 ديسمبر 2010 أطلقت الأغنية اللبنانية بعنوان «شيخ الشباب» تحت إدارة المخرجة ليلى كنعان وكليب الأغنية حقق نجاح كبيرا.
- اخر أغنية صورت بالألبوم كانت الأغنية الخليجية «يا كثر» وشارك الفنان المشهور قصي خولي بطولة الكليب مع نانسي والكليب من إخراج صوفي بطرس وأطلق بعام 2011.

## الاغاني
| #   | عنوان                                  | تأليف            | تلحين        | المدة |
| --- | -------------------------------------- | ---------------- | ------------ | ----- |
| 1.  | "أسعد الله مساك" (باللهجة الخليجية)    | محمد عبدالله     | صالح الشاهري | 3:35  |
| 2.  | "إمتى حشوفك" (باللهجة المصرية)         | نبيل خلاف        | وليد سعد     | 3:56  |
| 3.  | "أوكي" (باللهجة المصرية)               | محمد جمعة        | محمد رحيم    | 3:27  |
| 4.  | "إيه أخبار نفسيتو" (باللهجة المصرية)   | أيمن بهجت قمر    | وليد سعد     | 3:35  |
| 5.  | "إيه اللي جرالي" (باللهجة المصرية)     | امير طعيمة       | محمد النادي  | 4:21  |
| 6.  | "بالهداوة" (باللهجة المصرية)           | أيمن بهجت قمر    | محمد يحيى    | 4:09  |
| 7.  | "بياع و شاطر" (باللهجة المصرية)        | هاني الصغير      | محمد خيامي   | 4:21  |
| 8.  | "تأخرت شوي" (باللهجة اللبنانية)        | ميرسال مدور      | يحيى الحسن   | 4:18  |
| 9.  | "حكايات الدني" (باللهجة اللبنانية)     | نزار فرنسيس      | سمير صفير    | 4:26  |
| 10. | "شيخ الشباب" (باللهجة اللبنانية)       | فارس اسكندر      | سليم سلامة   | 3:19  |
| 11. | "عيني عليك" (باللهجة المصرية)          | اكرام العاصي     | محمد رحيم    | 4:28  |
| 12. | "في حاجات" (باللهجة المصرية)           | أحمد مرزوق       | محمد رحيم    | 4:24  |
| 13. | "كل ما تدي" (باللهجة المصرية)          | محمد رفاعي       | محمد رفاعي   | 4:41  |
| 14. | "لسه جاية أقوله" (باللهجة المصرية)     | أمير طعيمة       | محمد النادي  | 4:05  |
| 15. | "مين اللي ما عنده" (باللهجة اللبنانية) | نزار فرنسيس      | سمير صفير    | 4:14  |
| 16. | "يا كثر" (باللهجة الخليجية)            | عبد العزيز الميس | سمير صفير    | 5:07  |

## وصلات خارجية
- الموقع الرسمي لنانسي عجرم